# Cornelis Jacobsz Delff

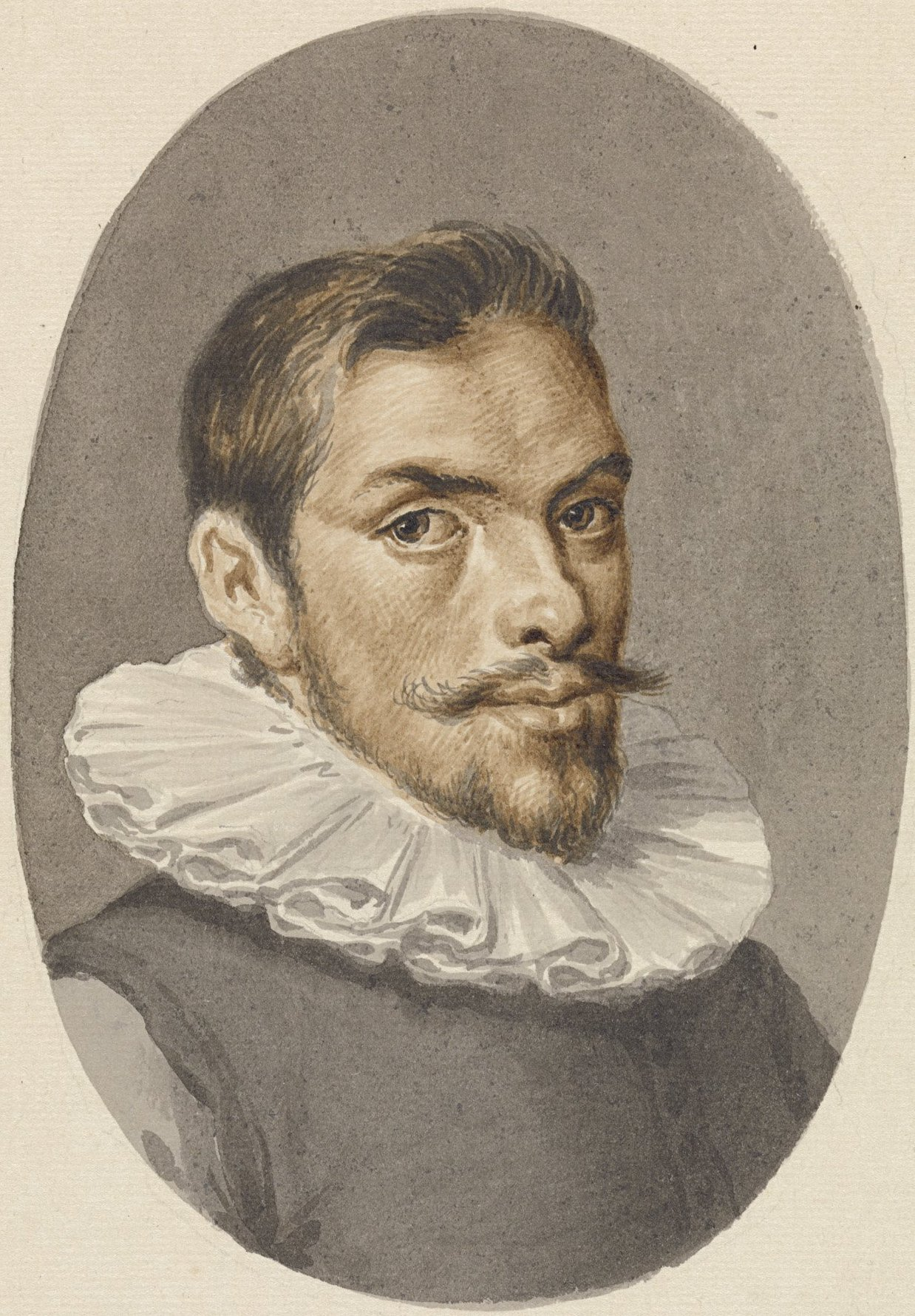

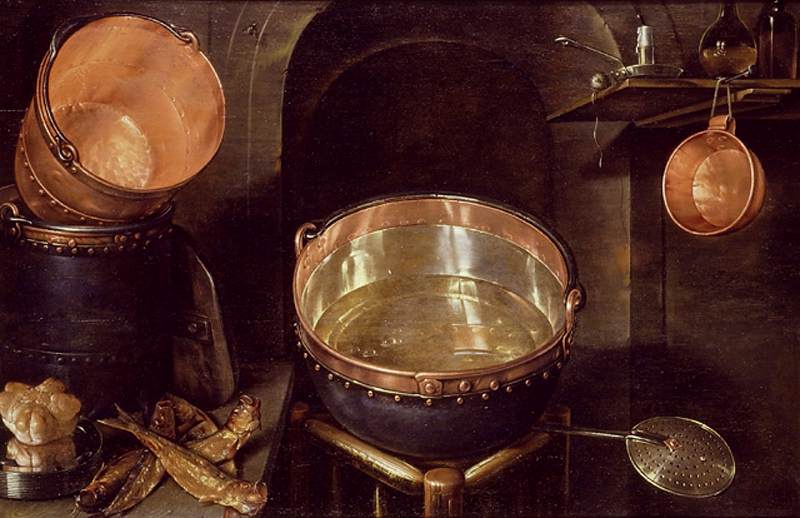
Natura morta con utensili da cucina, Ashmolean Museum

Cornelis Jacobsz Delff (Gouda, 1571 – Delft, 1643) è stato un pittore olandese.

## Biografia
Pittore di nature morte, fu figlio e allievo di Jacob Willemsz Delff: a parte le date di nascita e di morte non si conoscono altri suoi dati biografici. Stilisticamente fece parte di quel gruppo di pittori olandesi che iniziarono a dipingere nature morte ispirandosi alle scene di mercato e di cucina fiamminghe in cui sono presenti ancora figure (un genere inventato da Pieter Aertsen e Joachim Beuckelaer), per arrivare a nature morte "pure", senza figure.
Nelle poche opere superstiti a lui riconducibili si riscontra una predilezione per la pittura delle superfici delle stoviglie in rame e ottone, i cui bagliori si riflettono spesso in vetri. Frequente è la presenza di pesci, uccelli (di cui evidenza la soffice consistenza delle piume) e frutta, su uno sfondo spesso composto da assi di legno e toni scuri. Le composizioni mostrano vigore nell'assemblare gli oggetti, con la predilezione verso l'accostamento di forme semplici, dagli effetti per lo più bidimensionali.